# Dado Đurović
Dado Đurović (Nikšić, 23. novembar 1988) je crnogorski pop pevač i kantautor. Poznat je i kao jedan od osnivača i članova Studentskog Kulturnog Centra Crne Gore i prvi umetnički direktor te institucije.

## Biografija
Dado Đurović (Dalibor) rođen je u Nikšiću , 23 novembra 1988. godine. Medijsku pažnju prvi put zadobija u popularnoj crnogorskoj tv emisiji Intro karaoke  u kojoj se pojavljuje kao najmladji učesnik, sa svega 14 godina. Nakon Intro karaoka sledi takmičenje BK Televizije , Idol, u kome ostvaruje zapažene rezultate. Đurović debituje na festivalu Sunčane skale kompozicijom Dok mi se ne vratiš u duetu sa Vladanom Vučinić. Sledi saradnja sa Sergejom Ćetkovićem za crnogorsku Monteviziju 2007, kompozicija Zašto za koju snima i video spot koji je režirao Nikola Vukčević. Nakon dugogodišnje pauze Đurović u junu 2013 snima pesmu i spot Jovana. Đurović je pesmu posvetio supruzi Jovani.

## Spoljašnje veze
- Pesmu posvetio supruzi: Dado Đurović promovisao novi spot!